# ダライアス コズミックコレクション
『ダライアス コズミックコレクション』（DARIUS COZMIC COLLECTION）は、タイトーより発売されたテレビゲームソフト。
2019年2月28日にNintendo Switch版として発売。翌2020年3月5日にはPlayStation 4への移植版も発売され、続編となる『ダライアス コズミックコレクション2』の開発も決定し、後に『ダライアス コズミックリベレーション』のタイトルで今冬発売することが決定している。コズミックコレクションACのSteam版も後日販売された。

## 概要
『ダライアスシリーズ』の各タイトルを収録したオムニバスソフト。アーケード版4タイトルを収録した通常版の他、コンシューマ版5タイトルを収録した特装版も同時発売される。
タイトーとしては2010年のニンテンドーDSで発売された『みんなの水族館』以来9年ぶりのコンシューマ向けタイトルとなる。
本作の発表を記念して、2018年7月16日・17日の限定で、Amazonプライムのプライムデー限定特典のゲームボーイ版『サーガイア』がDLCとして配信された。
2019年9月5日にアーケード版4タイトルを収録した「コズミックコレクション 通常版」と特装版に収録されていたコンシューマ版5タイトルを収録した『ダライアス コズミックコレクションCE（ダライアス コズミックコレクションコンシューマーエディション）』がダウンロード販売された。
2019年12月7日、本作の移植を担当したエムツー主催のイベントにおいて、PS4移植版のリリースが発表。PS4版はダウンロード版のみとなる予定。PS4版リリースと同時にSwitch版にもPS4と同等のアップデートが入ることが公表されている。ただし、PS4版にのみトロフィー機能が実装。

## 収録タイトル
Switch（通常・特装）版 / PS4（アーケードエディション）版　共通タイトル / Steam版
- ダライアス（OLD ver / NEW ver/  EXTRA ver）
- ダライアスII（2画面バージョン）[twitter 1]
- SAGAIA [4]（ver1、ver2）
- ダライアス外伝

Switch（特装・コンシューマーエディション）版 / PS4（コンシューマーエディション）版　収録タイトル
- ダライアスツイン（日本版、海外版）
- ダライアスフォース
- SAGAIA（SEGA MASTER SYSTEM[5]版）
- ダライアスII（メガドライブ版）
- ダライアスアルファ

2020年（PS4版 / Switch大型アップデート）収録タイトル
- ダライアス PLUS
- SUPER NOVA（『ダライアスフォース』のSuper NES版）
- SAGAIA（『ダライアスII』のGENESIS[6]版）

コズミックリベレーション収録タイトル
- GダライアスHD（『Gダライアス』のレンダリング解像度を上げた画質改善版、オリジナルのGダライアスも同時収録）
- ダライアスバースト アナザークロニクルEX+（『ダライアスバースト アナザークロニクルEX』に『クロニクルセイバーズ』のムラクモシルバーホークを追加するなどのアップデートを施したバージョン）

『GダライアスHD』はSteam版の販売も予定されている。

## ゲームモード
ガジェット
余ったゲーム画面外にボーナスやパワーアップの状況、アームの耐久性、分岐情報を確認できる機能。対応はアーケード版のみ。
開発元のM2が「M2ショットトリガーズ」シリーズで得たノウハウを活用して導入された。
クイックセーブ&クイックロード
特定の場面からプレイデータを保存し、セーブした時点からの再開が可能。
2Pプレイ
Joy-Conのおすそわけ機能を使用した2人協力プレイモード。
連射速度調整
ショットのオート連射を設定する。ゲームによってセットできる値が異なる他、ダライアス外伝にはスコアラー向けの「表30連、裏30連」。GダライアスHDには処理落ち対策の「最速連射」が存在する。
ランキング
アーケード版のみ対応するオンラインランキング。プレイヤーを含むランキング上位のリプレイを見ることができる。
スキャンライン&スムージング機能
ブラウン管モニターをイメージした画質でグラフィックを出力する機能。
難易度変更
最大4段階まで変更可能。

## 開発
ダライアスの復活は外山雄一がタイトーに入社する前から動いていた計画だった。当初の計画では高価な特装版のみの予定であったが、より多くの人に遊んでもらうべく人気が高いアーケード版のみを収録した安価な通常版がラインナップされた。
収録数の多さから、M2一社での開発はスケジュールが厳しいことが懸念されたが、堀井が一存でスケジュールや人員を確保せず即決し、M2のみで開発が行われることになった。
『サーガイア』の開発はマスターシステム版はタイトーに残っておらず、M2が海外に出張した際に購入する形で用意された。また、アーケード版の基板が動作する環境を用意できなかったため、基板からデータのみを取得し、『ダライアスII』の基板を前提としたエミュレーションを参考に調整を行っている。途中『サーガイア』のROMを『ダライアスII』の基板に移植したところ、そのまま稼働したため、妥当性が裏付けられた。販促としてMEGARAGEにて初代から『ダライアスバースト アナザークロニクルEX』までの全タイトルを稼働させたが、その時にも『ダライアスII』は『サーガイア』に差し替えられた状態で稼働していた。
『ダライアスII』はタイトーにも基板だけは保管されていたが、実機筐体は残っていなかったため、残っていたゲームセンターの筐体を借りて解析を行った。『ダライアス』についてはタイトー所有筐体 からの解析である。同様に『ダライアスアルファ』も実物がタイトーに残っていなかったため、偶然にも中古を買い取っていて在庫中であった秋葉原のショップ「BEEP」から貸し出してもらっていた。
当初の企画書は収録内容に古代祐三を呼び、また2D世代のダライアスは3D時代のものに対し「古代」ととらえ『ダライアス エインシャントコレクション』としていた時期もあったが、最終的に古代に寄せすぎたという反省から今の名前に変更されている。
『ダライアス』の移植はFM音源チップが2枚であることに加え、PCM音源チップや独自のチップなどが絡んだ設計により、その解析、再現に苦労した。

#### ウェブサイト
1. 1 2 3  “『ダライアスコズミックコレクション』PS4版が発売決定”. ファミ通.com (2018年12月7日). 2019年12月7日閲覧。
2. 1 2 3 4 5 6 7 8  “『ダライアス コズミックコレクション』名作の復活に懸けるタイトーとエムツーのキーマンによるスペシャル座談会”. ファミ通.com (2018年12月4日17時00分). 2019年1月31日閲覧。

#### Twitter
1. ↑  タイトーゲーム (2018年12月26日). “ツイート内容”.   Twitter. 2019年1月31日閲覧。

#### 書籍
1. ↑  「ランキング研究所」『Nintendo DREAM』2019年5月号、アンビット、2019年3月20日、90頁、雑誌07113-05。